# Kislevelű borágófa
A kislevelű borágófa (Ehretia microphylla), más néven Fucsien teafa vagy Fülöp-szigeteki teafa, egy növényfaj a borágófélék (Boraginaceae) családjában a borágófa (Ehretia) növénynemzetségben.

## Előfordulása
Széles körben elterjedt Kelet- és Délkelet-Ázsiában (India, Indokína, Dél-Kína, Tajvan, Japán, Malajzia, Karácsony-sziget), Ausztrália (Új-Guinea, Ausztrália York-félszigete) és Óceánia (Salamon-szigetek, Hawaii-szigetek) területén.

## Megjelenése
Hosszú, kuszán növő, karcsú ágakkal rendelkező bokor, mely akár 4 m magasra is megnőhet. Lombhullató növény: a száraz évszakban hullatja le leveleit. Levelei 10–50 mm hosszúak és 5–30 mm szélesek, de méretük, felépítésük, színük és szegélyük változó. Fehér virágainak 4-5 karéjú, forrt szirmú, 8–10 mm átmérőjű pártái vannak. Csonthéjas termései 4–6 mm átmérőjűek, éretten barnás narancsszínűek.
A Hawaii-szigeteken inváziós faj, s magjának terjesztésében jelentős szerepe van a gyümölcsevő madaraknak. A York-félszigeten félörökzöld cserjésekben fordul elő. A Karácsony-szigeten kedveli a száraz részeket a teraszokon, és néha előfordul az esőerdőben is.

## Felhasználása
Kínában igen népszerű bonszai. A Fülöp-szigeteken gyógynövényként használják leveleit köhögés, kólika, hasmenés és vérhas kezelésére. A Hawaii-szigeteken népszerű dísznövény.

## Fordítás
- Ez a szócikk részben vagy egészben  a   Carmona retusa című angol Wikipédia-szócikk ezen változatának fordításán alapul.  Az eredeti cikk szerkesztőit annak laptörténete sorolja fel. Ez a jelzés csupán a megfogalmazás eredetét és a szerzői jogokat jelzi, nem szolgál a cikkben szereplő információk forrásmegjelöléseként.